# Verena Huber-Dyson

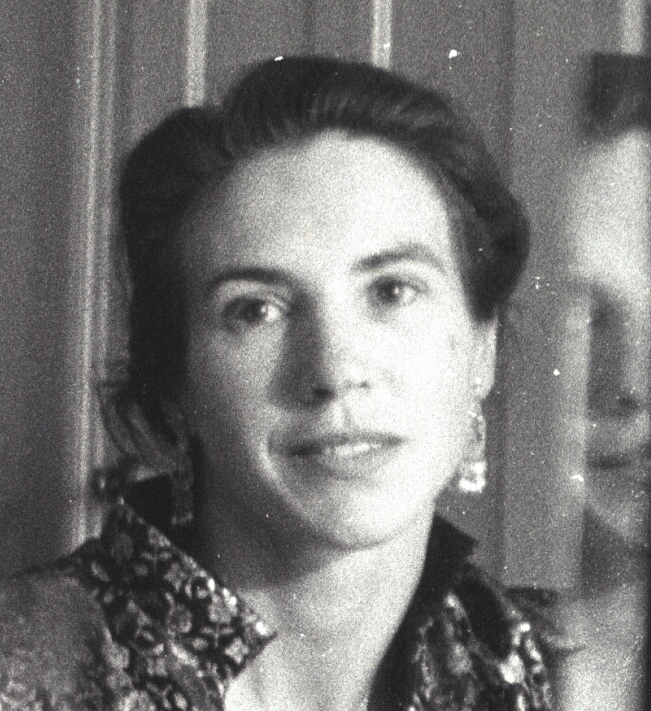
Verena Huber-Dyson

Verena Huber-Dyson (* 6. Mai 1923 in Neapel als Verena Esther Huber; † 12. März 2016 in Bellingham, Washington) war eine Schweizer Mathematikerin.
Ihr Schweizer Vater war Repräsentant der Bühler AG für den Nahen Osten und sie besuchte die Deutsche Schule in Athen mit dem Abitur 1940. Danach musste die Familie aufgrund des Zweiten Weltkriegs zurück in die Schweiz. Da sie keine Schweizer Matura hatte, konnte Verena Huber nicht an der ETH Zürich studieren, wurde aber an der Universität Zürich zugelassen, nachdem sie eine Empfehlung ihres Schulleiters in Athen einreichte, eine wissenschaftliche Qualifikationsarbeit und in Abendkursen ihr Haushaltslehrjahr absolvierte. Sie wurde 1947 bei Andreas Speiser in Zürich promoviert (Dissertation: Eine Dualität als Klassifikationsprinzip in der Theorie der endlichen Gruppen).  Sie ging in die USA zu Reinhold Baer an der University of Illinois. 1948 war sie am  Institute for Advanced Study und unterrichtete in dieser Zeit auch am Goucher College in Baltimore. Neben Gruppentheorie befasste sie sich auch mit mathematischer Logik. Nach der Ehe mit Freeman Dyson ging sie nach Kalifornien und lehrte an der San José State University, während sie sich gleichzeitig der Gruppe um Alfred Tarski in Berkeley anschloss. Es folgten Wanderjahre an verschiedenen Universitäten (so war sie von 1968 bis 1971 Assistant Professor und 1972/73 Associate Professor an der University of Illinois at Chicago), bevor sie 1973 Assistant Professor, 1977 Associate Professor und 1981 Professor in der Fakultät für Philosophie der University of Calgary wurde, wo sie 1988 emeritiert wurde. Danach lebte sie in Bellingham (Washington).
Sie befasste sich mit Gödels Sätzen und Wortproblemen in Gruppen und Entscheidbarkeitsfragen bei Gruppen.
Sie war von 1942 bis zur Scheidung 1948 mit dem Mathematiker Hans-Georg Haefeli verheiratet und hatte mit ihm eine Tochter (* 1945). Von 1950 bis zur Scheidung 1958 war sie mit Freeman Dyson verheiratet und hatte mit ihm die Kinder Esther Dyson und George Dyson.
Sie war Gastprofessorin an verschiedenen australischen Universitäten wie der Monash University.

## Schriften
- Gödel’s Theorems; a Workbook on Formalization (= Teubner-Texte zur Mathematik. 122). Teubner, Stuttgart / Leipzig 1991, ISBN 3-8154-2023-7.
- mit Klaus Roggenkamp: Lattices over Orders (= Lecture Notes in Mathematics. 115 und 142). 2 Bände. Springer, Berlin u. a. 1970.